# Jack Bender
Jack Bender é um ator, produtor e diretor de cinema e televisão norte-americano.
Bender foi o produtor e diretor na aclamada série de televisão Lost, transmitida originalmente pelo canal ABC. Dirigiu também outros programas de grande prestígio, tais como The Sopranos, Carnivàle, Alias and Boston Public.
Como ator, Bender foi convidado especial em All in the Family, The Bob Newhart Show and The Mary Tyler Moore Show. Também co-estrelou em The Million Dollar Duck, Savage e McNaughton's Daughter.

## Trabalhos
Como diretor, comandou os seguintes episódios de seriados, filmes para televisão e filmes cinematográficos:
- Eight Is Enough (1977) série de TV
- The Paper Chase (1978) série de TV
- A Real Naked Lady (1980)
- Falcon Crest (1981) TV Séries
- Fame (1982) série de TV
- King's Crossing (1982) série de TV
- In Love with an Older Woman (1982) (TV)
- Two Kinds of Love (1983) (TV)
- Shattered Vows (1984) (TV)
- Deadly Messages (1985) (TV)
- Letting Go (1985) (TV)
- The Midnight Hour (1985) (TV)
- Side by Side (1988) (TV)
- Tricks of the Trade (1988/I) (TV)
- Charlie (1989) (TV)
- My Brother's Wife (1989) (TV)
- Northern Exposure (1990) série de TV
- Beverly Hills, 90210 (1990) série de TV
  - Episódio "The Game Is Chicken"
  - Epissódio "Home and Away"
  - Epissódio "Sentenced to Life"
- The Dreamer of Oz (1990) (Telefilme)
- The Perfect Tribute (1991) (Telefilme)
- Child's Play 3 (1991)
- Love Can Be Murder (1992) (Telefilme)
- Ned Blessing: The Story of My Life and Times (1993) série de TV
- Armed and Innocent (1994) (Telefilme)
- Gambler V: Playing for Keeps (1994) (Telefilme)
- Family Album (1994) (Telefilme)
- Lone Justice 2 (1995)
- New York News (1995) série de TV
- Nothing Lasts Forever (1995) minissérie
- A Face to Die For (1996) (TV)
- Sweet Dreams (1996) (TV)
- Profiler (1996) série de TV
  - Episódio "Cycle Of Violence"
  - Episódio "It Cuts Both Ways"
  - Episódio "Modus Operandi"
  - Episódio "Old Acquaintance"
- Friends 'Til the End (1997) (Telfilme)
- Killing Mr. Griffin (1997) (Telefilme)
- A Call to Remember (1997) (Telefilme)
- Felicity (1998) série de TV
  - Episódio 2.21 "The Aretha Theory"
  - Episódio 2.23 "The Biggest Deal There Is"
  - Episódio 3.02 "The Anti-Natalie Intervention"
- The Tempest (1998) (Telefilme)
- The Sopranos (1999) série de TV
  - Episódio 3.05 "Another Toothpick"
  - Episódio 3.10 "...To Save Us All From Satan's Power"
  - Episódio 4.04 "The Weight"
  - Episódio 6.03 "Mayham"
- It Came From the Sky (1999) (TV)
- Judging Amy (1999) série de TV
  - Episódio 1.02 "Short Calendar"
  - Episódio 1.15 "Culture Clash"
  - Episódio 1.17 "Drawing the Line"
  - Episódio 2.09 "The Undertow"
  - Episódio 2.16 "Everybody Falls Down"
  - Episódio 3.02 "Off the Grid"
- My Little Assassin (1999) (Telefilme)
- The David Cassidy Story (2000) (Telefilme)
- That's Life (2000) série de TV
- Boston Public (2000) série de TV
- Alias (2001) série de TV
  - Episódio 1.07 "Color-Blind"
  - Episódio 1.10 "Spirit"
  - Episódio 1.12 "The Box, Part 1"
  - Episódio 1.13 "The Box, Part 2"
  - Episódio 2.13 "Phase One"
  - Episódio 3.03 "Reunion"
  - Episódio 3.07 "Prelude"
  - Episódio 3.10 "Remnants"
  - Episódio 3.15 "Façade"
  - Episódio 3.18 "Unveiled"
  - Episódio 3.20 "Blood Ties"
- Presidio Med (2002) série de TV
  - Episódio "Breathless"
- Boomtown (2002) série de TV (episódio "Blackout")
- The Lone Ranger (2003) (Telefilme)
- Carnivàle (2003) série de TV
  - Episódio 1.09 "Insomnia"[1]
  - Episódio 2.02 "Alamogordo, NM"[2]
- Joan of Arcadia (2003) série de TV
- The Lyon's Den (2003) série de TV
- Lost (2004) série de TV
  - Episódio 1.03 "Tabula Rasa"[3]
  - Episódio 1.04 "Walkabout"[4]
  - Episódio 1.07 "The Moth"[5]
  - Episódio 1.12 "Whatever the Case May Be"[6]
  - Episódio 1.16 "Outlaws"[7]
  - Episódio 1.23 "Exodus: Part 1"[8]
  - Episódio 1.24 "Exodus: Part 2"[9]
  - Episódio 2.01 "Man of Science, Man of Faith"[10]
  - Episódio 2.03 "Orientation"[11]
  - Episódio 2.12 "Fire and Water"[12]
  - Episódio 2.15 "Maternity Leave"[13]
  - Episódio 2.18 "Dave"[14]
  - Episódio 2.23 "Live Together, Die Alone"[15]
  - Episódio 3.01 "A Tale of Two Cities"[16]
  - Episódio 3.05 "The Cost of Living"[17]
  - Episódio 3.08 "Flashes Before Your Eyes"[18]
  - Episódio 3.13 "The Man from Tallahassee"[19]
  - Episódio 3.16 "One of Us"[20]
  - Episódio 3.22 "Through the Looking Glass"[21]
  - Episódio 4.01 "The Beginning of the End"[22]
  - Episódio 4.03 "The Economist"[23]
  - Episódio 4.05 "The Constant"[24]
  - Episódio 4.09 "The Shape of Things to Come"[25]
  - Episódio 4.13/4.14 "There's No Place Like Home"
  - Episódio 5.02 "The Lie"
  - Episódio 5.07 "The Life and Death of Jeremy Bentham"
  - Episódio 5.09 "Namaste"
  - Episódio 5.13 "Some Like It Hoth"
  - Episódio 5.16/5.17 "The Incident"
  - Episódio 6.01/6.02 "LA X"
  - Episódio 6.05 "Lighthouse"
  - Episódio 6.08 "Recon"
  - Episódio 6.11 "Happily Ever After"
  - Episódio 6.14 "The Candidate"
  - Episódio 6.17/6.18 "The End"
- Alcatraz
  - Episódio 1.02 "Ernest Cobb"
  - Episódio 1.03 "Kit Nelson"
  - Episódio 1.08 "Clarence Montgomery"